# Felipe Giaffone
Felipe Giaffone (San Pablo, 22 de enero de 1975) es un piloto brasileño de automovilismo, actualmente retirado. Compitió, entre otros campeonatos, en Stock Car, IndyCar Series y Fórmula Truck, múltiple campeón en esta última.

## Resultados

### IndyCar Series
| Año  | Equipe                   | Chassi        | Motor                | 1     | 2      | 3      | 4       | 5       | 6      | 7      | 8      | 9       | 10      | 11      | 12      | 13      | 14     | 15     | 16     | 17  | Resu. | Puntos |
| ---- | ------------------------ | ------------- | -------------------- | ----- | ------ | ------ | ------- | ------- | ------ | ------ | ------ | ------- | ------- | ------- | ------- | ------- | ------ | ------ | ------ | --- | ----- | ------ |
| 2001 | Treadway Racing          | G-Force GF05B | Oldsmobile Aurora V8 | PHX 6 | HMS 4  | ATL 10 | INDY 10 | TXS 2   | PPI 7  | RIR 11 | KAN 4  | NSH 8   | KTY 8   | STL 20  | CHI 10  | TX2 21  |        |        |        |     | 6º    | 304    |
| 2002 | Mo Nunn Racing           | G-Force GF05C | Chevrolet Indy V8    | HMS 7 | PHX 19 | FON 6  | NZR 2   | INDY 3  | TXS 5  | PPI 4  | RIR 3  | KAN 4   | NSH 7   | MIS 3   | KTY 1   | STL 21  | CHI 6  | TX2 17 |        |     | 4º    | 432    |
| 2003 | Mo Nunn Racing           | G-Force GF09  | Toyota Indy V8       | HMS 9 | PHX 3  | MOT 3  | INDY 33 | TXS 17  | PPI 13 | RIR 6  | KAN 22 | NSH Inj | MIS Inj | STL Inj | KTY Inj | NZR Inj | CHI 15 | FON 16 | TX2 19 |     | 20º   | 199    |
| 2004 | Dreyer & Reinbold Racing | Dallara IR-04 | Chevrolet Indy V8    | HMS   | PHX    | MOT    | INDY 15 | TXS 9   | RIR 10 | KAN 16 | NSH 15 | MIL 13  | MIS 16  | KTY 16  | PPI 16  | NZR 16  | CHI 8  | FON 20 | TX2 11 |     | 20º   | 214    |
| 2005 | A. J. Foyt Enterprises   | Panoz GF09C   | Toyota Indy V8       | HMS   | PHX    | STP    | MOT     | INDY 15 | TXS    | RIR    | KAN    | NSH     | MIL     | MIS     | KTY     | PPIR    | SNM    | CHI    | WGL    | FON | 31º   | 15     |
| 2006 | A. J. Foyt Enterprises   | Dallara IR-05 | Honda HI6R V8        | HMS 8 | STP 9  | MOT 15 | INDY 21 | WGL 5   | TXS 16 | RIR 17 | KAN 19 | NSH     | MIL     | MIS     | KTY     | SNM     | CHI    |        |        |     | 17º   | 142    |

### 500 Millas de Indianápolis
| Año  | Chassi        | Motor                | Clas. | Resu. | Equipo                   |
| ---- | ------------- | -------------------- | ----- | ----- | ------------------------ |
| 2001 | G-Force GF05B | Oldsmobile Aurora V8 | 33    | 10    | Treadway Racing          |
| 2002 | G-Force GF05C | Chevrolet Indy V8    | 4     | 3     | Mo Nunn Racing           |
| 2003 | G-Force GF09  | Toyota Indy V8       | 16    | 33    | Mo Nunn Racing           |
| 2004 | Dallara IR-04 | Chevrolet Indy V8    | 25    | 15    | Dreyer & Reinbold Racing |
| 2005 | Panoz GF09C   | Toyota V8            | 33    | 15    | A.J. Foyt Enterprises    |
| 2006 | Dallara IR-05 | Honda V8             | 21    | 21    | A.J. Foyt Enterprises    |

### Turismo Competición 2000
| Año  | Equipo    | Auto        | 1    | 2   | 3   | 4   | 5   | 6  | 7   | 8   | 9   | 10  | 11  | 12    | 13 | 14 | Res. | Puntos |
| ---- | --------- | ----------- | ---- | --- | --- | --- | --- | -- | --- | --- | --- | --- | --- | ----- | -- | -- | ---- | ------ |
| 2005 | EF Racing | Peugeot 307 | BA I | PAR | VIE | SJU | OLA | AG | CUR | OBE | RAF | SRA | CON | BA II | SL | GR | -    | -      |
| 2005 | EF Racing | Peugeot 307 |      |     |     |     |     |    |     |     | 12  |     |     |       |    |    | -    | -      |